# Fidel Ávila
El General Fidel Ávila fue un militar mexicano que participó en la Revolución mexicana. 

## Maderismo
Nació en Chihuahua. En los últimos años del Porfiriato vivió en el Rancho Los Ancones, Municipio de Satevó, en el estado de Chihuahua. Al estallar el movimiento maderista  contra la Dictadura de Porfirio Díaz se incorporó a las filas de su compadre Francisco Villa; operó con el grado de Capitán y participó en la Toma de Ciudad Juárez en mayo de 1911. El licenciamiento de las tropas lo llevó a retirarse a la vida privada. Ante la sublevación de Pascual Orozco retomó las armas.

## Villismo
Se incorporó nuevamente a las filas villistas en Satevó, Chihuahua, y juntos fueron adscritos a la División del Norte Federal que comandó Victoriano Huerta contra el orozquismo. Regresó a las tropas de Pancho Villa por los sucesos en la Decena Trágica. Con el grado de Coronel participó en los principales combates villistas, en Chihuahua, en Ciudad Juárez y en Tierra Blanca. En los inicios de 1914 fue nombrado por Villa jefe de guarnición en Ciudad Juárez, y en junio, gobernador del estado de Chihuahua, en sustitución del General Manuel Chao. Ascendió a General Brigadier. Asistió a la Convención de Aguascalientes en octubre de 1914 donde votó por el retiro de Venustiano Carranza y el de sus tropas de la Capital del país. Fue miembro de la Comisión Neutral Militar de gobierno, encargada de garantizar el orden de la Ciudad de Aguascalientes durante las sesiones de la Convención. Ante el rompimiento de Francisco Villa con Carranza permaneció al primero. En 1915, ante las constantes derrotas villistas en el Bajío, se rindió a los constitucionalistas. El 20 de noviembre entregó la Plaza de Ciudad Juárez a las fuerzas de Carranza. Se exilió a los Estados Unidos para no encontrar represalias de Villa y radicó en El Paso, Texas.  En diciembre de 1923 se autorizó su reingreso al ejército, seis años después se estableció en Ciudad Juárez y terminó sus días el 22 de septiembre de 1954.